# Harry Johnston (athlétisme)
Pour les articles homonymes, voir Harry Johnston (homonymie) et Johnston.
Herbert Arthur « Harry » « Bert » Johnston (né le 16 avril 1902 à Dulwich et décédé le 5 avril 1967 à Harold Wood) est un athlète britannique spécialiste du demi-fond. Mesurant 1,79 m pour 73 kg, son club était le Herne Hill Harriers.

## Biographie

### Palmarès
| Date | Compétition           | Lieu      | Résultat | Épreuve            | Performance |
| ---- | --------------------- | --------- | -------- | ------------------ | ----------- |
| 1924 | Jeux olympiques d'été | Paris     | 2e       | 3 000 m par équipe | 14 pts      |
| 1928 | Jeux olympiques d'été | Amsterdam | 8e       | 5 000 mètres       |             |

### Records
| Épreuve      | Performance  | Lieu | Date |
| ------------ | ------------ | ---- | ---- |
| 3 000 mètres | 8 min 45 s 2 |      | 1924 |
| 5 000 mètres | 15 min 0 s 4 |      | 1926 |